# Nicolás Prados López
Nicolás Prados López (Granada; 12 de diciembre de 1913- Granada, 14 de diciembre de 1990) fue un pintor, escultor e imaginero español.

## Biografía
Hijo del también escultor Nicolás Prados Benítez, comenzó a formarse en el taller de su padre. Estudió en la Escuela de Artes y Oficios de Granada, posteriormente en la de Almería y más tarde en la Escuela de Bellas Artes de San Fernando, en Madrid, donde obtuvo el título de profesor de dibujo. Enseñó esta materia en la Escuela de Artes y Oficios y en el Centro de Formación Profesional «Virgen de las Nieves», ambos en Granada, jubilándose en 1973.
Tras la Guerra Civil, realizó numerosos tronos e imágenes para restituir las que habían sido destruidas.
Viajó a Italia para estudiar la obra de Miguel Ángel y a París para conocer las obras de Rodin y de Meunier.

## Obra
Entre sus numerosas obras destacan:
- Trono de Jesús «el Rico», Málaga;
- Busto de Calvo Sotelo, Colegio de Abogados de Granada;
- Retablo del Santuario de Nuestra Señora de la Fuensanta, Murcia;
- Virgen de las Angustias, Úbeda (1943), cosiderada por el autor su obra maestra;[2]
- Nuestro Padre Jesús atado a la Columna en Álora (1943):[3]
- Trono de la Virgen del Amor, Málaga;
- Escultura monumental de la reina Isabel I que remata el edificio del Teatro Isabel la Católica de Granada (ca. 1950);[4]
- Santísimo Cristo Yacente (Hermandad del Santo Sepulcro), Almería;[5]
- Nuestra Señora de los Dolores (Hermandad del Santo Sepulcro), Almería;[5]
- Restauración del monumento al Triunfo de la Inmaculada Concepción de Granada, obra de Alonso de Mena;
- Grupo escultórico del colegio «Niño Jesús», Granada;
- Monumento al estudiante de formación profesional en el centro «Virgen de las Nieves», Granada (1970);
- Mural «Segadores» en el Rectorado de la Universidad de Jaén (1963);[6]
- Varios monumentos funerarios en el cementerio de Granada.

Destacan igualmente los murales del pantano de los Bermejales, en Granada, y del hotel Bahía Palas en Mallorca.

Galería de obras
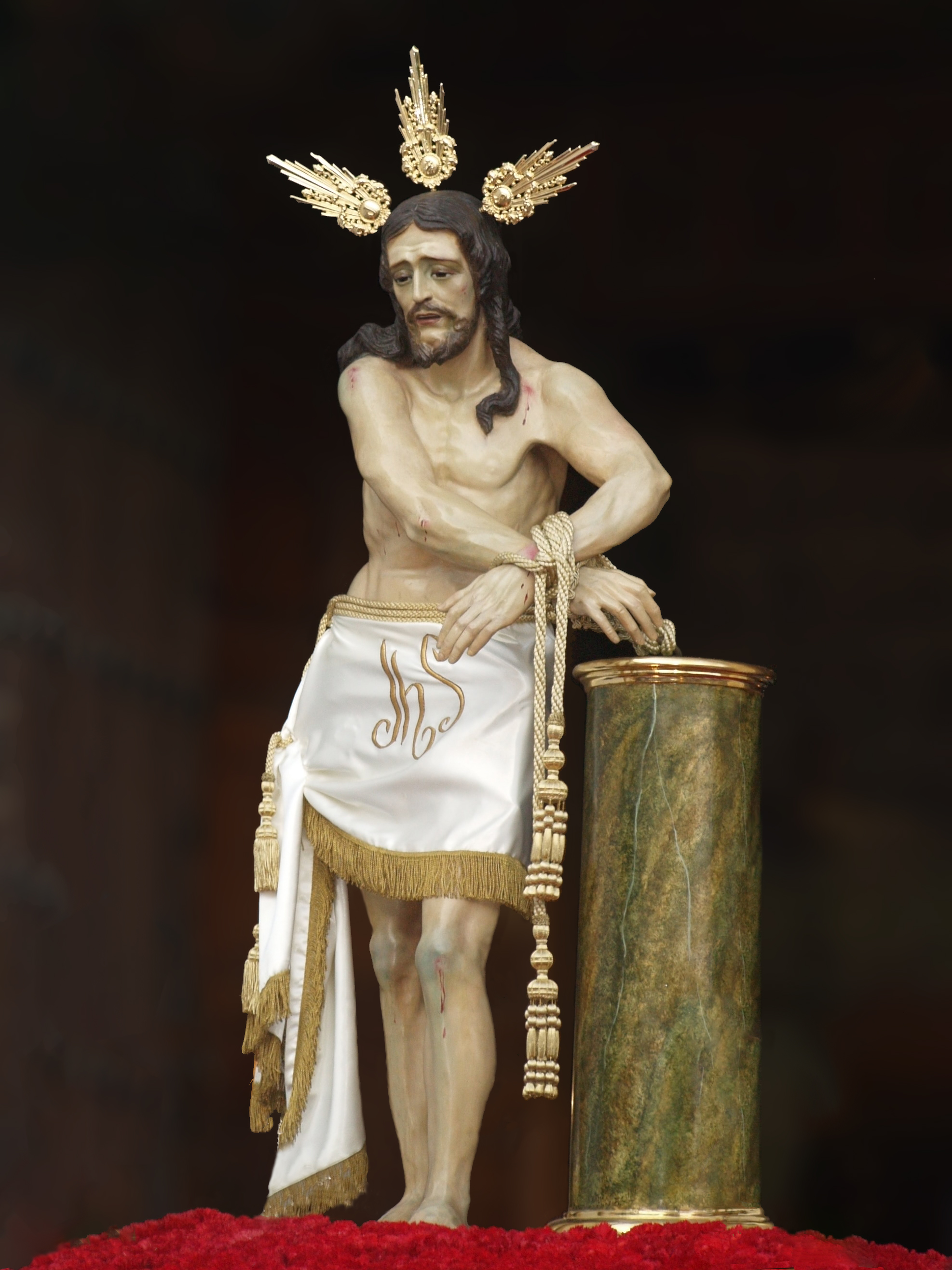
Jesús atado a la Columna (1943), iglesia de la Encarnación (Álora).
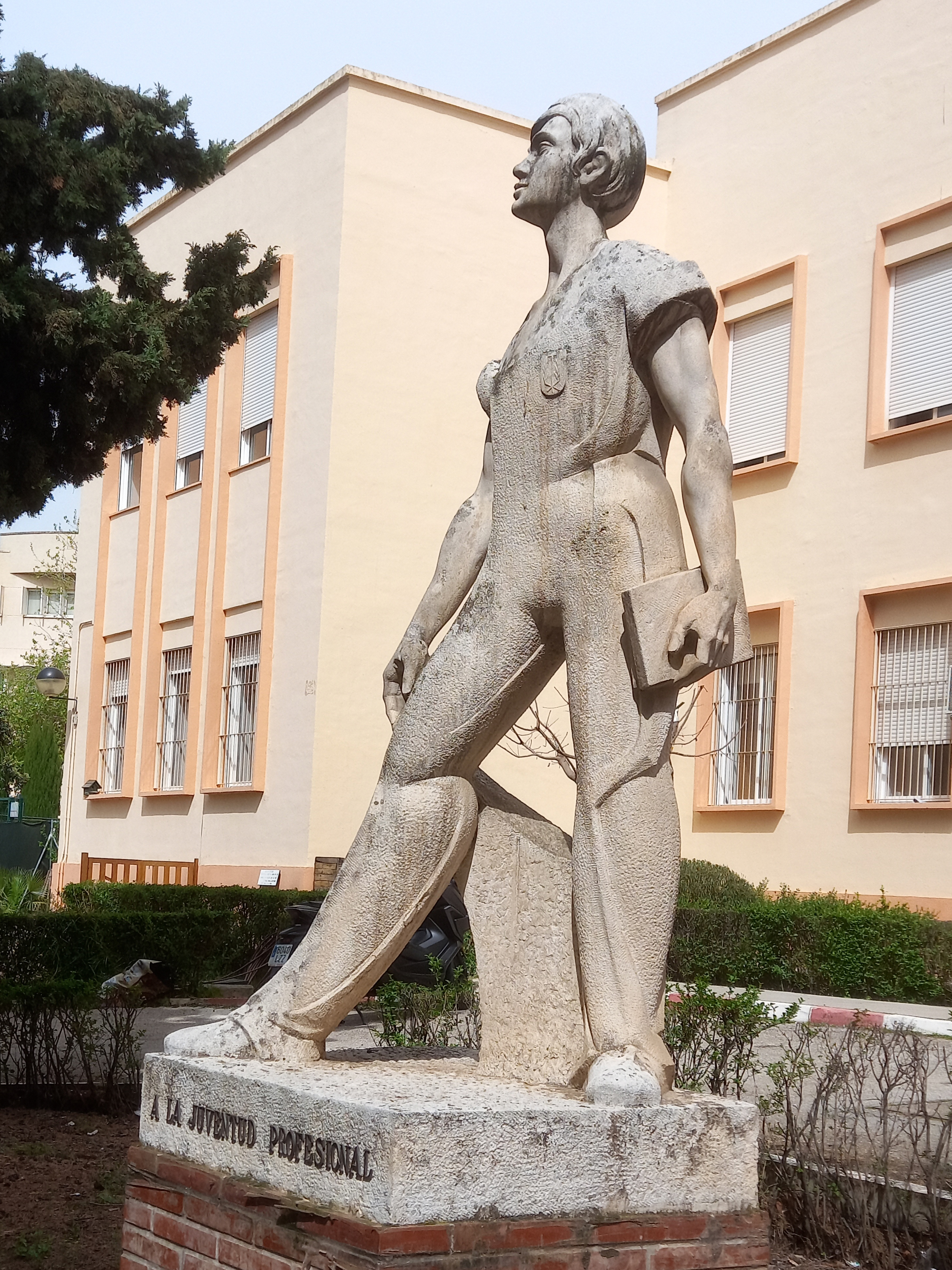
Monumento a la Juventud Profesional (1970), ubicado en los jardines del Instituto «Virgen de las Nieves» de Granada.

## Distinciones
- Medalla de Oro del Centro Artístico de Granada;
- Premio de la Exposición de Bellas Artes de Almería (1934);
- Premio de la Asociación de la Prensa de Granada (1943);
- Premio del Concurso de La Fuensante (Murcia) (1963);
- Académico de número de la Real Escuela de Bellas Artes de Granada.
- Medalla al Mérito Sindical (1973).